# مارکلوویتسه گورنه
مارکلوویتسه گورنه (به لاتین: Marklowice Górne) یک روستا در لهستان است که در گمینا زبژدوویتسه واقع شده‌است. مارکلوویتسه گورنه ۴٫۶۴ کیلومتر مربع مساحت و ۹۲۰ نفر جمعیت دارد.